# Lazany (Slowakei)
Lazany (ungarisch Bajmóclazán – bis 1907 Lazán) ist eine Gemeinde in der West-Mitte der Slowakei mit 1804 Einwohnern (Stand 31. Dezember 2024), die zum Okres Prievidza, einem Teil des Trenčiansky kraj gehört.

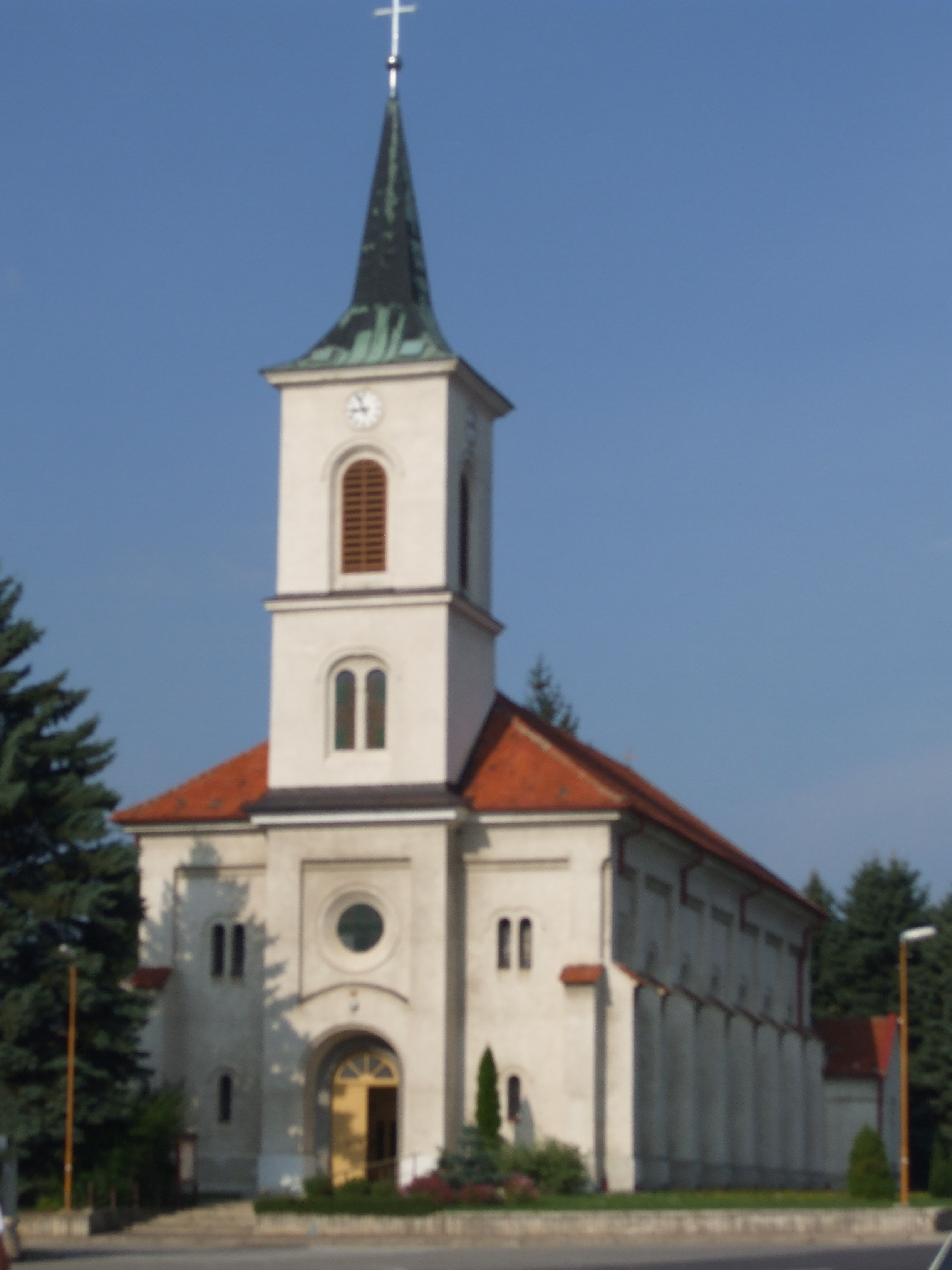
Maria Schnee Kirche

## Geographie
Die Gemeinde befindet sich im Mittelteil des Talkessels Hornonitrianska kotlina am Bach Porubský potok, der unweit des Ortes in die Nitra mündet. Das Ortszentrum liegt auf einer Höhe von 313 m n.m. und ist acht Kilometer von Prievidza entfernt.
Nachbargemeinden sind Malinová im Norden, Poluvsie im Nordosten, Nedožery-Brezany im Osten, kurz Prievidza im Südosten, Bojnice im Süden, Kanianka im Westen und Poruba im Nordwesten.

## Geschichte
Lazany wurde zum ersten Mal 1430 als Lazan schriftlich erwähnt, entstand jedoch schon vor dem 12. Jahrhundert. Das Dorf gehörte zum Herrschaftsgut der Burg Weinitz, ab 1479 der Weinitzer Propstei. Im 14. und 15. Jahrhundert versuchte man, Goldbergbau zu betreiben, was sich bis heute in den Gemarkungsnamen wie Zlatno widerspiegelt. 1787 zählte man 60 Häuser und 433 Einwohner und 1828 74 Häuser und 519 Einwohner, die in der Landwirtschaft und als Leineweber beschäftigt waren. Im Dorf arbeitete eine Mühle und Säge, nach 1905 auch eine genossenschaftliche Brennerei.
Bis 1918 gehörte der im Komitat Neutra liegende Ort zum Königreich Ungarn und kam danach zur Tschechoslowakei beziehungsweise heute Slowakei.

## Bevölkerung
| Jahr                | 1994 | 2004     | 2014    | 2024    |
| ------------------- | ---- | -------- | ------- | ------- |
| Anzahl der Personen | 1382 | 1571     | 1654    | 1804    |
| Unterschied         |      | +13,67 % | +5,28 % | +9,06 % |

| Jahr                | 2023 | 2024    |
| ------------------- | ---- | ------- |
| Anzahl der Personen | 1785 | 1804    |
| Unterschied         |      | +1,06 % |

Nach der Volkszählung 2011 wohnten in Lazany 1616 Einwohner, davon 1599 Slowaken, vier Tschechen und drei Deutsche. Zehn Einwohner machten diesbezüglich keine Angabe. 1368 Einwohner bekannten sich zur römisch-katholischen Kirche, acht Einwohner zur evangelischen Kirche A. B., vier Einwohner zur griechisch-katholischen Kirche und jeweils ein Einwohner zur jüdischen Gemeinde sowie zur kongregationalistischen Kirche; sechs Einwohner bekannten sich zu einer anderen Konfession. 188 Einwohner waren konfessionslos und bei 40 Einwohnern wurde die Konfession nicht ermittelt.

## Bauwerke
- römisch-katholische Maria-Schnee-Kirche (slowakisch Kostol Panny Márie Snežnej) aus den Jahren 1872–1875, die eine ältere gotische ersetzte. Im Inneren kann man noch die alte Sakristei aus dem 14. Jahrhundert sowie Holzplastiken aus dem 16. Jahrhundert finden.